# Ordtrachia elegans
Ordtrachia elegans é uma espécie de gastrópode  da família Camaenidae.
É endémica da Austrália.